# Đài Phát thanh - Truyền hình Andorra
Đài Phát thanh - Truyền hình Andorra (tiếng Catalunya: Ràdio i Televisió d'Andorra, S.A.), (viết tắt: RTVA) là mạng truyền hình thuộc sở hữu bởi chính phủ Andorra. RTVA điều hành một kênh truyền hình, ATV, và hai đài phát thanh, RNA và AM, tất cả đều phát sóng bằng tiếng Catalan.

## Lịch sử
Đài phát thanh thương mại đầu tiên phát sóng ở Andorra là Radio Andorra, hoạt động từ năm 1939 đến năm 1981. Việc phát sóng dịch vụ công cộng ở công quốc bắt đầu vào ngày 26 tháng 10 năm 1989 sau khi Đại hội đồng Andorra quyết định rằng một tổ chức phát thanh truyền hình quốc gia nên được thành lập.
Kết quả là Organisme de Ràdio i Televisió d’Andorra (ORTA) được thành lập và đài phát thanh Ràdio Nacional d’Andorra (RNA) bắt đầu phát sóng vào tháng 12 năm 1990. ORTA được tài trợ bởi chính phủ Andorra. Andorra Televisió (ATV), kênh truyền hình đầu tiên của Andorra bắt đầu phát sóng vào năm 1995. Tất cả các chương trình trên cả 2 đài đều do các công ty độc lập sản xuất cho đến năm 1997 khi ORTA bắt đầu sản xuất tất cả các chương trình của riêng mình. ORTA được thay thế bởi tổ chức hiện tại, Ràdio i Televisió d'Andorra S.A. (RTVA), vào ngày 13 tháng 4 năm 2000.  RTVA điều hành cả RNA và ATV. Giống như kênh tiền thân của nó, RTVA cũng được tài trợ bởi chính phủ. Quảng cáo cung cấp cũng được thêm doanh thu. Tổng giám đốc lúc bấy giờ của đài là Francesc Robert.
RTVA là thành viên tích cực của Liên minh Phát thanh Châu Âu từ năm 2002 và tham gia Cuộc thi Eurovision từ năm 2004 đến năm 2009. Tuy nhiên, vào năm 2012, đài rút khỏi EBU vì vấn đề tài chính.
Đài phải cạnh tranh với các đài truyền hình và phát thanh của cả Pháp và Tây Ban Nha, những nơi có thể dễ dàng nhận được đường truyền.

## Dịch vụ

### Truyền hình
- ATV: Đài Truyền hình quốc gia của Andorra

### Radio
- Ràdio Nacional d'Andorra (RNA) : Đài phát thanh Quốc gia Andorra
- Andorra Música (AM) : Đài Radio chuyên về âm nhạc của Andorra

Logo của RNA qua các thời kỳ
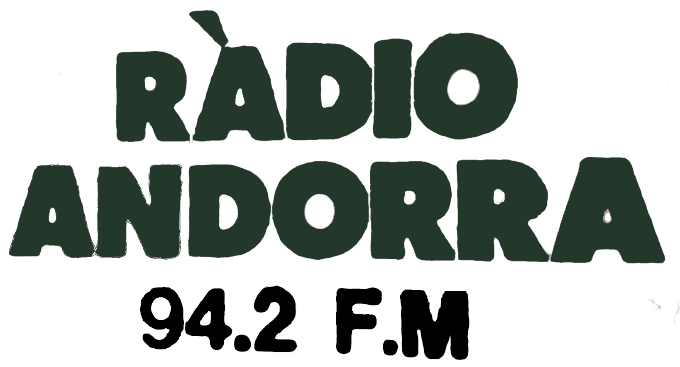
1990-1991
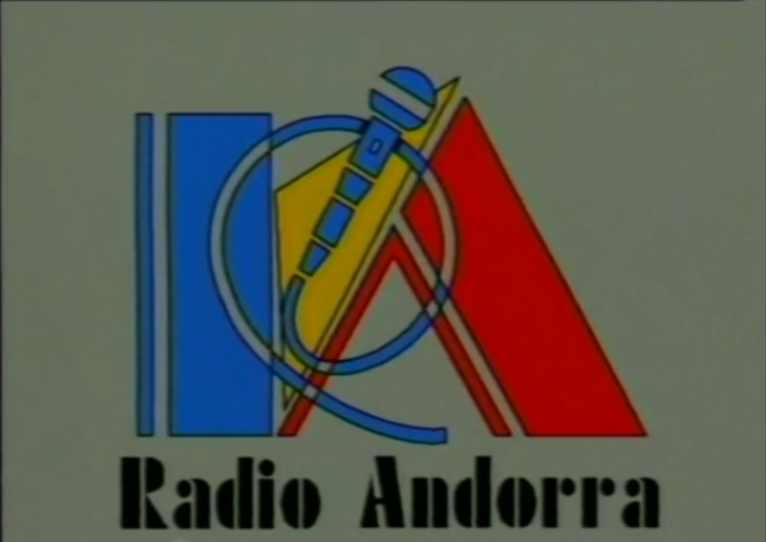
1991-1992
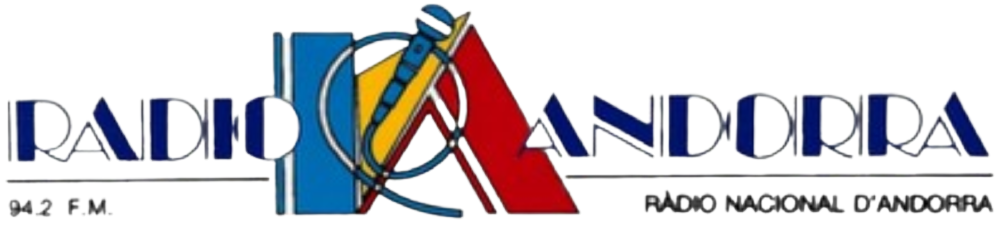
1991-1992 (2)
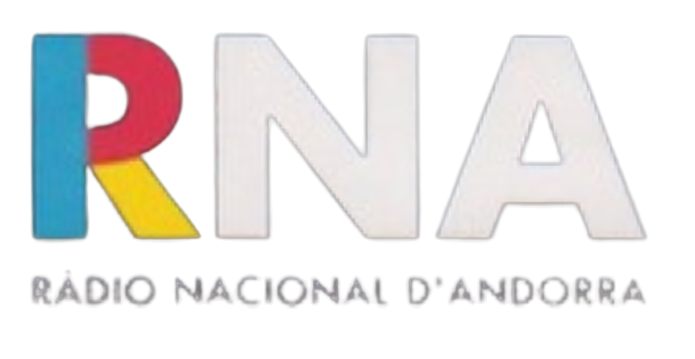
1993-1996
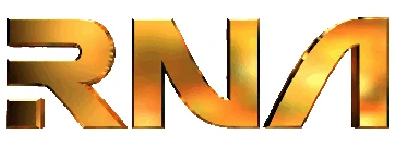
1996-2005
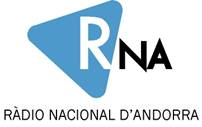
2005-2013
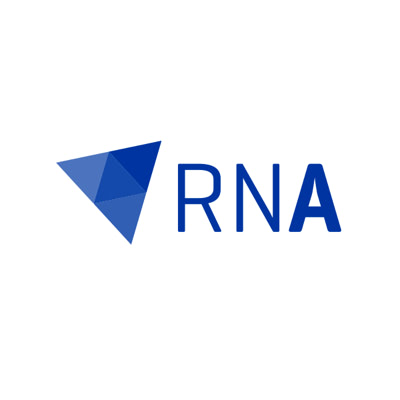
2013-nay
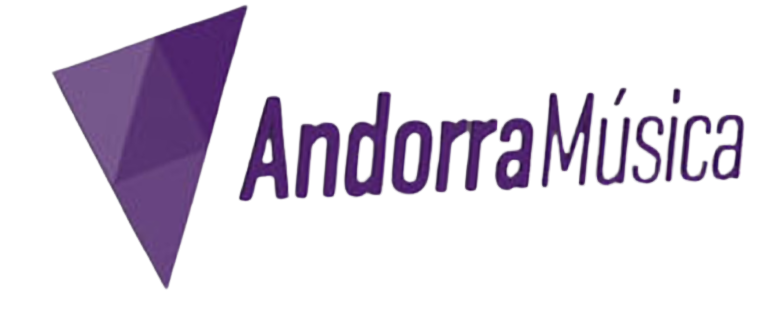
Logo của Andorra Música (2013)

## Trang mạng internet
RTVA có một cổng thông tin điện tử từ tháng 11 năm 2007. Hiện trang web đó đã được chuyển đổi thành một dịch vụ đa phương tiện, với tên Andorra Difusió vào tháng 9 năm 2013.

## Phát sóng
ATV phát sóng một loạt chương trình bao gồm thể thao, âm nhạc, phim và chương trình tạp chí cũng như Club Piolet dành cho trẻ em hàng ngày. Chương trình tin tức ATV Noticies được phát sóng 3 lần một ngày, với các bản tin lúc 13:45, 21:00 và trước khi tắt sóng. Truyền hình trực tiếp nghị viện cũng được phát sóng thường xuyên. Đài thường phát sóng từ 07:30 đến 23:45 mỗi ngày với các bảng hiệu được hiển thị sau khi tắt sóng.
RNA chủ yếu phát âm nhạc mặc dù các bản tin thời sự phát sóng hàng giờ. Đài phát sóng 24 giờ mỗi ngày, 7 ngày trong tuần.
ATV và RNA được phát trực tuyến miễn phí trên trang web của RTVA, mặc dù luồng trực tiếp của ATV đôi khi được thay thế bằng hình ảnh testcard do các hạn chế về bản quyền đối với một số chương trình.

## Logo và bộ nhận diện

Logo RTVA cũ (đầu những năm 2000)Logo RTVA cũ (đầu những năm 2000)
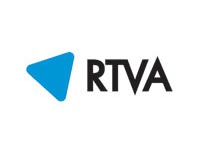
2005-2013